# Henri Hermans (dirigent)
Henri (Jan Hendrik) Hermans (Nuth, 7 februari 1883 – Maastricht, 24 februari 1947) was een Nederlands (Limburgs) muziekpedagoog, organist en dirigent. Hij stimuleerde het muziekleven in Limburg en Maastricht.

## Biografie
Henri Hermans was een zoon van organist Frans Hendrik Hermans en Maria Agnes Hubertina Romans. Grootvader Nicolaas Hubert Joseph (1826-1890) was naast onderwijzer en koster ook organist. Ook diverse ooms en een tante waren muzikaal actief: Léon Hermans was dirigent, Jan Hermans beroepsmusicus en Jeanne Elisabeth Maria was harpiste. Hij was getrouwd met Maria Hamers.
Hermans werd in 1898, op vijftienjarige leeftijd benoemd tot organist van de St. Bavokerk in zijn geboorteplaats Nuth. Hij trad daarmee in de voetsporen van zijn vader die ook organist in die kerk was geweest, tot zijn overlijden in 1896. Na zijn studie aan het kerkmuziekconservatorium, het Gregoriushaus te Aken, startte hij een pianopraktijk. In 1902 werd hij tot organist en koordirigent van de Onze-Lieve-Vrouwekerk in Maastricht benoemd en verliet hij zijn geboorteplaats. Met het behalen van de gouden medaille voor orgel in 1908 rondde Hermans zijn studie aan het Koninklijk Conservatorium Luik af. Tussen 1911 en 1914 volgde Hermans een studie directietechniek aan de Musikhochschule in Keulen. In 1916 werd Hermans benoemd tot directeur van de stedelijke muziekschool en tot dirigent van het Maastrichts Stedelijk Orkest, de voorloper van het Limburgs Symfonie Orkest. In 1912 richtte hij de Maastrichtse Oratoriumvereniging op.
Hij was als organist betrokken bij de première van een mis van Alphons Diepenbrock. Voor zijn werk werd hij benoemd tot ridder in de Orde van Oranje-Nassau, de Leopoldsorde en de onderscheiding Pro Ecclesia et Pontifice.

## Eerbewijzen
In 1947 startte een comité een inzamelingsactie voor een beeld van Henri Hermans. Op 29 augustus 1948 werd het beeld onthuld; het was ontworpen door Charles Vos en Jean Huysmans. Het is een monoliet met boven op de steen een liggende vrouwenfiguur, die een hand voor haar oor houdt, alsof ze naar muziek luistert. Op de geïntegreerde sokkel is een gebeeldhouwd portret te zien van Hermans met daaronder de tekst "1883-1947, organist, dirigent, leraar". Het beeld staat in het eveneens naar hem genoemde Henri Hermanspark, onderdeel van het Stadspark Maastricht.
Ook in Nuth bevindt zich een gedenkteken bestaande uit een bronzen portretbuste op een granieten sokkel. Het werd op 1 augustus 1948 onthuld aan de Kerkstraat (de huidige Dorpstraat), ongeveer op de plaats waar het geboortehuis heeft gestaan. Later is het verplaatst nabij de trap naar de hoofdingang van de H. Bavokerk, waar Hermans carrière begon.
In 1983 werd een zaal naar hem vernoemd in het nieuwe gebouw van Kumulus, waarin de muziekschool was opgegaan. De Henri Hermanszaal bevindt zich in het voormalige Klooster van de Zusters Franciscanessen van Heythuysen aan de Sint Maartenspoort in Wyck.
- Gemeinsame Normdatei: 123977967
- International Standard Name Identifier: 0000 0000 5455 7542
- Library of Congress Control Number: nr2002024322
- Nederlandse Thesaurus van Auteursnamen: 100024181
- Virtual International Authority File: 13230449
- WorldCat: E39PBJwtmgPBhmbjxhbp3KGvHC